# HH Волопаса
HH Волопаса (лат. HH Boötis) — двойная затменная переменная звезда типа W Большой Медведицы (EW) в созвездии Волопаса на расстоянии приблизительно 650 световых лет (около 199 парсеков) от Солнца. Видимая звёздная величина звезды — от +12,65m до +12,26m. Орбитальный период — около 0,3187 суток (7,648 часов).

## Характеристики
Первый компонент — жёлтая звезда спектрального класса G. Масса — около 0,627 солнечной, радиус — около 0,782 солнечного, светимость — около 1,192 солнечной. Эффективная температура — около 5352 K.
Второй компонент — жёлтый гигант спектрального класса G5III. Масса — около 1,068 солнечной, радиус — около 0,997 солнечного. Эффективная температура — около 5699 K.